# Pteris sichuanensis
Pteris sichuanensis là một loài thực vật có mạch trong họ Pteridaceae. Loài này được H.S. Kung miêu tả khoa học đầu tiên năm 1982.